# Technique d'affichage
La technique d'affichage est le moyen de présentation d'une information au moyen de divers phénomènes physiques ou chimiques.
- Les premiers afficheurs furent statiques (pierres, affiches, affichage libre, peinture, etc.).
- Le premier afficheur dynamique est peut-être le cadran solaire.
- Le développement de la mécanique permit l'affichage mécanique de l'heure (horlogerie).
- La commande par câble permit l'affichage à distance pour la signalisation des chemins de fer.
- Le grand boom de l'affichage dynamique est venu avec le cinéma et la télévision, puis l'ordinateur avec les moniteurs.
- Affichage statique
- Affichage mécanique
- Projection lumineuse

Voici la liste des technologies d'affichage les plus courantes (les noms inscrits en italique sont en anglais).

## Affichage électronique

### Analogique
- Tube cathodique (plus ancien)

### Numérique
- Papier électronique
- Tube Nixie (obsolète)

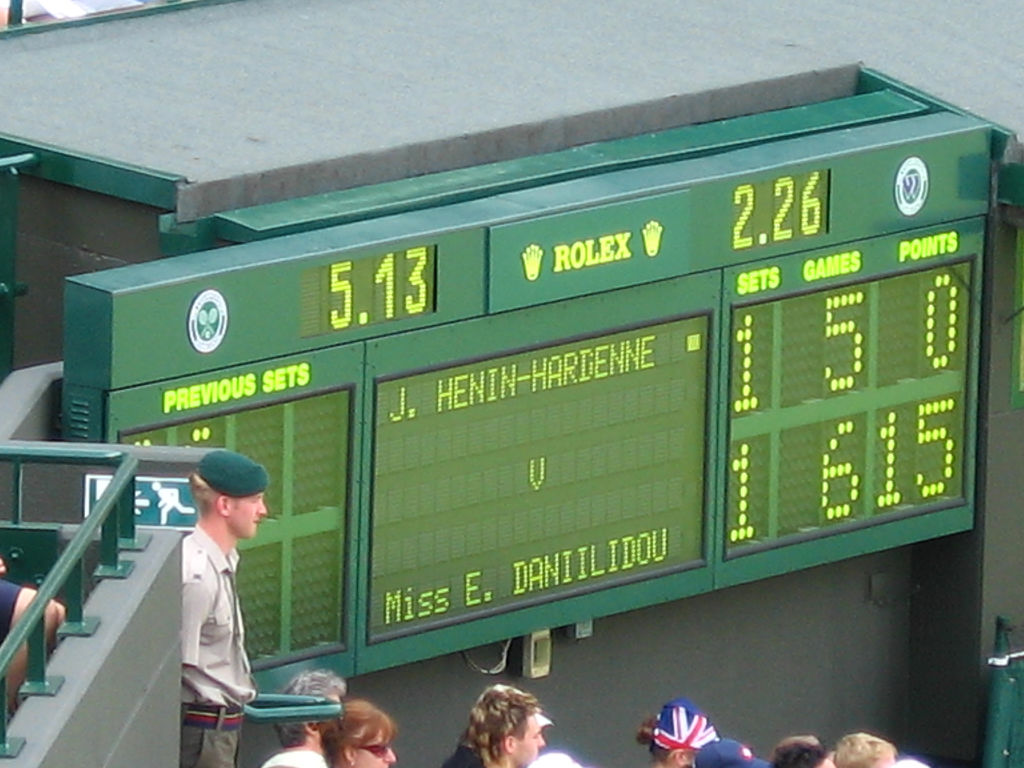
Affichage de scores à Wimbledon

- Afficheur fluorescent (VFD, vacuum fluorescent display)
- Plasma
- LCD (liquid crystal display ou écran à cristaux liquides)
  - TFT (thin-film transistor)
  - DEL (rétroéclairage par diode électroluminescente)
  - HPA (high performance addressing)
- OLED (organic light-emitting diode ou diode électroluminescente organique) (récent)
- SED (surface-conduction electron-emitter display) (récent)
- Nanotubes de carbone (à l'état expérimental)
- Affichage à nanocristaux (à l'état expérimental)

## Affichage 3D
- Holographie
- Autostéréoscopie

## Projecteur
- Rétroprojecteur
- Vidéoprojecteur
- Heliodisplay